# Rhynchina perangulata
Rhynchina perangulata är en fjärilsart som beskrevs av George Francis Hampson 1916. Rhynchina perangulata ingår i släktet Rhynchina och familjen nattflyn. Inga underarter finns listade.